# Piotr Kantor
Piotr Kantor (Sosnowiec, 3 de mayo de 1992) es un deportista polaco que compite en voleibol, en la modalidad de playa. Ganó una medalla de bronce en el Campeonato Europeo de Vóley Playa de 2021, en el torneo masculino.

## Palmarés internacional
| Campeonato Europeo | Campeonato Europeo | Campeonato Europeo | Campeonato Europeo |
| Año                | Lugar              | Medalla            | Pareja             |
| ------------------ | ------------------ | ------------------ | ------------------ |
| 2021               | Viena (Austria)    | Medalla de bronce  | Bartosz Łosiak     |